# Dave Malloy
Dave Malloy (Cleveland, 4 gennaio 1976) è un compositore, paroliere, attore, librettista e cantante statunitense, noto soprattutto come autore di musical teatrali.

## Biografia
Dopo essersi laureato all'Università dell'Ohio, Malloy ha cominciato a comporre e nel 2012 ha scritto musiche, parole e libretto del suo lavoro più famoso, Natasha, Pierre & The Great Comet of 1812, tratto da Guerra e Pace. Il musical andò in scena nell'Off Broadway nel 2012, a Cambridge nel 2015 e a Broadway nel 2016; il musical gli valse due candidature ai Drama Desk Award, tre ai Tony Award e una vittoria al Theatre World Award.
È sposato con Eliza Bent.

## Opere principali
- Sandwich (2003)
- The Sewers (2005)
- Clown Bible (2007)
- Beowulf – A Thousand Years of Baggage (2008)
- Space//Space (2009)
- Three Pianos (2010)
- Beardo (2011)
- All Hands (2012)
- Natasha, Pierre & The Great Comet of 1812 (2012)
- Black Wizard / Blue Wizard (2013)
- Ghost Quartet (2014)
- Preludes (2015)
- Little Bunny Foo Foo (2018)
- A Requiem (2018)